# Berrington (Shropshire)
Pour les articles homonymes, voir Berrington.
Berrington est une paroisse civile et un village du Shropshire, en Angleterre.